# Paul Haynes (hockey sur glace)
Pour les articles homonymes, voir Paul Haynes.
Paul Haynes (né le 1er mars 1910 à Montréal au Canada — mort le 12 mai 1989) est un joueur professionnel canadien de hockey sur glace qui évoluait au poste de centre,.

## Biographie
Avant d'entreprendre une carrière professionnelle dans le hockey, Haynes pratique la boxe et le football américain comme quarterback. Il remporte ensuite la Coupe Allan en 1930 avec l'Association athlétique amateur de Montréal puis rejoint les Maroons de Montréal.
Pendant quatre saisons, il alterne les temps de jeu avec les Maroons et les Bulldogs de Windsor dans la Ligue internationale de hockey. Il est vendu le 28 décembre 1934 aux Bruins de Boston avec lesquels il ne passe qu'une saison. Il est échangé aux Canadiens de Montréal contre Jack Riley le 30 septembre 1935. Il joue l'essentiel du reste de sa carrière à Montréal, étant sélectionné à deux reprises pour disputer le Match des étoiles, et prend sa retraite en 1941.

## Statistiques
Pour les significations des abréviations, voir Statistiques du hockey sur glace.
| Saison     | Équipe                | Ligue      |     | Saison régulière | Saison régulière | Saison régulière | Saison régulière | Saison régulière |   | Séries éliminatoires | Séries éliminatoires | Séries éliminatoires | Séries éliminatoires | Séries éliminatoires |
| Saison     | Équipe                | Ligue      | PJ  | B                | A                | Pts              | Pun              | PJ               | B | A                    | Pts                  | Pun                  |                      |                      |
| 1928-1929  | Champêtre de Montréal | MCJHL      |     | 2                | 0                | 2                |                  |                  |   |                      |                      |                      |                      |                      |
| 1928-1929  | Collège Loyola        | QCHL       |     |                  |                  |                  |                  |                  |   |                      |                      |                      |                      |                      |
| 1929-1930  | Montréal AAA          | MCHL       | 10  | 2                | 1                | 3                | 4                | 2                | 0 | 0                    | 0                    | 0                    |                      |                      |
| 1930-1931  | Maroons de Montréal   | LNH        | 19  | 1                | 0                | 1                | 0                |                  |   |                      |                      |                      |                      |                      |
| 1930-1931  | Bulldogs de Windsor   | LIH        | 27  | 11               | 16               | 27               | 16               | 6                | 4 | 6                    | 10                   | 2                    |                      |                      |
| 1931-1932  | Maroons de Montréal   | LNH        | 12  | 1                | 0                | 1                | 0                | 4                | 0 | 0                    | 0                    | 0                    |                      |                      |
| 1931-1932  | Bulldogs de Windsor   | LIH        | 33  | 10               | 14               | 24               | 6                |                  |   |                      |                      |                      |                      |                      |
| 1932-1933  | Maroons de Montréal   | LNH        | 48  | 16               | 25               | 41               | 18               | 2                | 0 | 0                    | 0                    | 2                    |                      |                      |
| 1933-1934  | Maroons de Montréal   | LNH        | 44  | 5                | 4                | 9                | 18               | 4                | 0 | 1                    | 1                    | 2                    |                      |                      |
| 1933-1934  | Windsor Bulldogs      | LIH        | 4   | 0                | 0                | 0                | 0                |                  |   |                      |                      |                      |                      |                      |
| 1934-1935  | Maroons de Montréal   | LNH        | 11  | 1                | 2                | 3                | 0                |                  |   |                      |                      |                      |                      |                      |
| 1934-1935  | Bruins de Boston      | LNH        | 37  | 4                | 3                | 7                | 8                | 3                | 0 | 0                    | 0                    | 0                    |                      |                      |
| 1935-1936  | Canadiens de Montréal | LNH        | 48  | 5                | 19               | 24               | 24               |                  |   |                      |                      |                      |                      |                      |
| 1936-1937  | Canadiens de Montréal | LNH        | 47  | 8                | 18               | 26               | 24               | 5                | 2 | 3                    | 5                    | 0                    |                      |                      |
| 1937-1938  | Canadiens de Montréal | LNH        | 48  | 13               | 22               | 35               | 25               | 3                | 0 | 4                    | 4                    | 5                    |                      |                      |
| 1938-1939  | Canadiens de Montréal | LNH        | 47  | 5                | 33               | 38               | 27               | 3                | 0 | 0                    | 0                    | 4                    |                      |                      |
| 1939-1940  | Canadiens de Montréal | LNH        | 23  | 2                | 8                | 10               | 8                |                  |   |                      |                      |                      |                      |                      |
| 1940-1941  | Canadiens de Montréal | LNH        | 7   | 0                | 0                | 0                | 12               |                  |   |                      |                      |                      |                      |                      |
| 1940-1941  | Eagles de New Haven   | LAH        | 31  | 3                | 11               | 14               | 4                | 2                | 0 | 0                    | 0                    | 0                    |                      |                      |
| Totaux LNH | Totaux LNH            | Totaux LNH | 391 | 61               | 134              | 195              | 164              | 24               | 2 | 8                    | 10                   | 13                   |                      |                      |